# 精舞门 (电影)
《精舞门》（英語：Kung Fu Hip-Hop），导演傅华阳，主演陈小春、范冰冰、南贤俊。

## 剧情
该片讲述“楚东”、“钟少雄”、“蒂娜”三个青年之间的因音乐而彼此联系在一起的故事。

## 演出
| 演员   | 角色   | 备注 |
| 陈小春 | 楚东   |      |
| 范冰冰 | 蒂娜   |      |
| 南贤俊 | 钟少雄 |      |
| 张翰   | 主持人 |      |

## 上映
该片播出第一周之后荣获1000万人民币票房。
该片融合了少林功夫。

## 奖项
| 年份 | 奖项                 | 奖项细分       | 是否得奖 | 备注 |
| ---- | -------------------- | -------------- | -------- | ---- |
| 2009 | 第一届澳门国际电影节 | 最佳动作片导演 | 提名     |      |